# Столяров Микола Сергійович
Микола Сергійович Столяров (3 січня 1947, село Олександрівка, тепер Калинковицького району Гомельської області, Білорусь) — радянський і російський державний діяч, голова Центральної Контрольної комісії Комуністичної партії РРФСР, заступник голови КДБ СРСР та начальник управління кадрів КДБ СРСР. Член ЦК КПРС у 1990—1991 роках. Депутат Державної Думи Федеральних Зборів Російської Федерації (1993—1999). Генерал-майор авіації (1991). Кандидат філософських наук (1980), доктор економічних наук (2006), професор.

## Життєпис
Народився в багатодітній селянській родині. Трудову діяльність розпочав у шістнадцятирічному віці мостовим робітником Гомельської дистанції колії. Одночасно навчався у школі робітничої молоді № 2 міста Речиця.
Член КПРС з 1968 року.
У 1969 році закінчив Єйське вище військове авіаційне училище льотчиків. З 1969 по 1974 рік служив на командно-штабних посадах у частинах ВПС Білоруського військового округу: штурман наведення командного пункту авіаційного полку, помічник начальника оперативного відділення авіаційної дивізії, заступник начальника штабу авіаційного полку. У 1974 році став слухачем Військово-повітряної академії імені Гагаріна.
У 1977 році закінчив Військово-повітряну академію імені Гагаріна, в 1980 році — ад'юнктуру цієї ж академії, після закінчення якої захистив дисертацію на здобуття наукового ступеня кандидата філософських наук.
У 1980—1990 роках — викладач, старший викладач Військово-повітряної академії імені Юрія Гагаріна. 
З вересня 1990 по 6 листопада 1991 року — голова Центральної Контрольної комісії Комуністичної партії РРФСР. Представляв реформаторське крило в партії, виступав за її оновлення та перетворення на партію парламентського типу, за конструктивний діалог з усіма політичними силами країни. Свою політичну позицію викладав у численних виступах та публікаціях.
Під час подій 19—21 серпня 1991 року Столяров перебував у будівлі Верховної ради РРФСР. Прагнучи запобігти кровопролиттю, вів за допомогою урядового зв'язку переговори з представниками ДКНС, разом з Руцьким літав до Форосу з метою повернення Михайла Горбачова до Москви.
З 28 серпня по 3 грудня 1991 року — заступник голови КДБ СРСР — начальник управління кадрів КДБ СРСР.
З 16 грудня 1991 по вересень 1992 року — голова Комітету Міністерства оборони СРСР з роботи з особовим складом — помічник міністра оборони СРСР, а після ліквідації СРСР — голова Комітету з роботи з особовим складом Об'єднаних збройних сил (ОЗС) СНД — помічник головнокомандувача ОЗС СНД. Комітет було утворено замість скасованого Головного військово-політичного управління Радянської Армії та Військово-морського флоту, на нього було покладено завдання у нових історичних умовах організувати виховну роботу з військовослужбовцями.
З жовтня 1992 року працював радник голови Верховної Ради Російської Федерації з військових та політичних питань. У березні 1993 року займана Столяровим посада була скорочена, після того, як він направив Єльцину та Хасбулатову аналітичну записку, в якій прогнозувалися наслідки посилення протистояння влади. З 1992 по 2000 рік — декан Вищої школи менеджменту Міжнародного університету в Москві, де за спеціальністю «менеджмент» були підготовлені сотні офіцерів, що звільнялися в запас. 
Був депутатом Державної Думи Федеральних Зборів Російської Федерації першого (1993—1995) і другого (1995—1999) скликань, обирався як незалежний депутат у Ногінському одномандатному округу Московської області. У Державній Думі Російської Федерації першого скликання увійшов до складу депутатської групи «Нова регіональна політика». Був заступником голови Комітету Державної Думи Російської Федерації з питань геополітики. Брав участь у розробці федеральних законів «Про державний кордон Російської Федерації», «Про континентальний шельф», «Про виняткову економічну зону», «Про космічну діяльність», «Про державну підтримку розвитку авіації Російської Федерації» та ін. Увійшов до складу групи з розробки законопроекту про військову реформу. Очолюючи підкомітет з авіації та космонавтики, організував парламентські слухання про роль авіації та космонавтики у захисті геополітичних інтересів Росії та забезпечення національної безпеки.
У Державній Думі другого скликання був членом депутатської групи «Російські регіони» (незалежні депутати). Прихильник тісної інтеграції республік колишнього СРСР, був заступником голови Комітету з міжнародних справ Державної Думи Російської Федерації, заступником голови комісії Парламентських Зборів Союзу Росії та Білорусії з безпеки, оборони та боротьби зі злочинністю.
З 2000 по 2014 рік працював у Рахунковій палаті Російської Федерації. Обіймав посади радника голови Рахункової палати Російської Федерації (з 200 по 2001), начальника Управління по взаємодії з контрольно-рахунковими органами Російської Федерації, заступника Керівника апарату Рахункової палати Російської Федерації, відповідального секретаря Асоціації контрольно-рахункових органів Російської Федерації (АКРОР). Організував випуск науково-практичного журналу «Вісник АКРОР» та з 2006 по 2014 рік був його головним редактором. 
8 листопада 2006 року захистив докторську дисертацію на тему «Фінансовий контроль у системі стратегічного управління соціально-економічним розвитком Росії» за спеціальністю фінанси, грошовий обіг та кредит. Працював (за сумісництвом) професором Фінансового університету при Уряді Російської Федерації, Московського державного індустріального університету, Московського державного машинобудівного університету, Інституту світових цивілізацій.
З 2011 по 2014 рік очолював кафедру державного та муніципального управління Російського університету дружби народів. У 2014—2015 роках працював віцепрезидентом ВАТ «Концерн „Авіоніка“» з економічної безпеки та управління персоналом. У 2016 році балотувався на виборах до Державної думи від партії «Громадянська платформа» по Новгородському виборчому округу. Зайняв останнє місце в окрузі, набравши 1,1% голосів.
З 2018 року є головним науковим співробітником Центру наукового забезпечення державної політики у галузі цивільної авіації Державного науково-дослідного інституту цивільної авіації РФ.

## Звання
- полковник
- генерал-майор авіації (1991)

## Нагороди і відзнаки
- орден Дружби (Російська Федерація)
- Заслужений економіст Російської Федерації
- Почесний працівник вищої професійної освіти
- Дійсний державний радник Російської Федерації першого класу